# Karin Edvardsson Johansson
Karin Edvardsson Johansson, även kallad Resjövall Karin och Karin Edvards, född 26 augusti 1909 i Transtrands församling, död där 18 februari 1997, var en av de mest kända utövarna av de lockrop som i folkmun kallas för kulning. Hennes lockrop dokumenterades av bland andra Svenskt visarkiv, Sveriges Radio och Dalarnas museum.

## Biografi
Karin Edvardsson föddes 1909 som äldst i en skara av 10 syskon. Hemmet, Resjövallen i Högstrand, låg nära Västerdalälven. 
Redan i 5-årsåldern lärde hon sig locka på djuren av sin mor Ån Matilda Olsson och andra äldre kvinnor som verkade i samma trakt. Åren därefter började hon att valla getter åt sin farmor. Sångbegåvningen upptäcktes tidigt och glädjen i sången var något som följde henne genom livet. Hon var också mycket medveten om sångteknik och röstens fysiologi. På grund av detta ansågs Karins kunskaper vara av största vikt, trots att hon aldrig fick någon formell musikutbildning. I slutet av 1940-talet gifte sig Edvardsson och lade då till efternamnet Johansson. Vid denna tid flyttade hon också till norra delen av Transtrand - Sörsjön.

## Fäbodkulla och kulerska
I Transtrand kallas lockropen för kölning och det var för detta Karin var mycket känd. Dessa rop var dock inte bara ett artistiskt uttryck, utan också ett viktigt arbetsredskap när djuren på fäboden skulle fösas ut, förflyttas eller kallas hem.  Hon var under 1930- och 1940-talen vallkulla på sätern Vålbrändan. Senare vallade hon djur på flera andra fäbodar, exempelvis på Strandvallen i Särna. Dock var det på Skarsåsen hon hade fäbodställe större delen av livet. Här arbetade hon med djuren fram till en ålder av 87 år.
Karin Edvardsson var öppen och delade gärna med sig av sin kunskap till en yngre generation. Hon framträdde vid flera spelmansstämmor och vid den välkända konserten med vallmusik kring Stångtjärn under Falu Folkmusikfestival. Ett av de första framträdandena gjorde hon redan 1948 vid en spelmansstämma i Malung. Hon medverkade också flera gånger i TV och radio. För sina insatser som aktiv traditionsbärare tilldelades Karin Edvardsson Zornmärket i guld och Gås Anders-medaljen. Hennes särpräglade sätt att kalla på djuren med sina kölningar, har lämnat starka avtryck på genren. De flesta rop från Transtrandsområdet är placerade i mycket hög frekvens, med smal ton och välutvecklade ornament. Det är också detta som har kommit att bli det som många förknippar med kulning, trots att dessa lockrop kan låta på många olika sätt.
Via radiosändningar och skivutgåvor förde Karin Edvardsson, och flera andra, ut locksångerna utanför fäbodarnas gränser vilket ledde till att tonsättare och arrangörer fick höra denna musik och fann inspiration i den. På så sätt hålls traditionen levande, om än utvecklad i andra sammanhang än de ursprungliga.

## Forskning
Under början av 1980-talet forskade Anna Ivarsdotter (då Johnson) kring lockropen och dess historia och uttryck. I detta arbete ingick också en undersökning av kulerskors teknik och där var Karin Edvardsson och Elin Lisslass objekt för undersökningen. I Ivarsdotters avhandling visas röntgenbilder på Karins käkparti då hon kölar. Edvardsson deltog också vid Ivarsdotters disputation på Uppsala universitet 1986, där hon och Lena Willemark bidrog med ljudande exempel.

## Diskografi
- 1966 – Locklåtar och Musik på Horn och Pipa
- 1995 – Lockrop & Vallåtar[7]
- 1995 – Varjehanda Folkmusik[8]